# Lipocrea epeiroides
Lipocrea epeiroides là một loài nhện trong họ Araneidae.
Loài này thuộc chi Lipocrea. Lipocrea epeiroides được Octavius Pickard-Cambridge miêu tả năm 1872.